# Giuseppe Foderaro
Giuseppe Foderaro (Albi, 1856 – 1932) è stato un ingegnere italiano.

## Biografia
Giuseppe Foderaro, ingegnere e studioso di paleontologia calabrese, rivestì un ruolo importante nella cultura calabrese. Fu vicedirettore del Museo provinciale di Catanzaro e nel 1888 fu incaricato dalla Commissione conservatrice di monumenti e oggetti di arte e antichità di redigere l'inventario dei reperti e delle opere esistenti. Durante la sua attività realizzò una pregiata collezione, costituita da circa 800 pezzi, di oggetti preistorici di provenienza da varie realtà calabresi che donò al Museo provinciale con lascito testamentario.
Dal 1908 collaborò intensamente con l'opera Interdiocesana per la ricostruzione delle chiese di Calabria (R.D.L. 10 gennaio 1926, n. 56 per la di ricostruzione degli edifici di culto nelle provincie di Messina e Reggio Calabria dopo il terremoto del 28 dicembre 1908), per la riedificazione degli edifici di culto distrutti o danneggiati nella provincia di Reggio Calabria con particolarità alla locride.
Purtroppo in conseguenza di tale attività, furono demolite alcune chiese ancora recuperabili, come la chiesa parrocchiale di Gioiosa Ionica.
Nel 1910 fu nominato Cavaliere della Corona d'Italia.